# Lucky Luke tegen Pat Poker
Lucky Luke tegen Pat Poker (Lucky Luke contre Pat Poker) is het vijfde album in de reeks Lucky Luke. Het werd geschreven en getekend door Morris.  Het werd in 1953 uitgegeven als album door Dupuis. Het verhaal verscheen reeds in het tijdschrift Spirou in de periode 1951-1952. 

## Verhaallijn
Lucky Luke komt aan in het stadje Red City dat onder de knoet ligt van de gangster Pat Poker. Om het stadje te bevrijden van deze booswicht dient Lucky Luke sheriff te worden. Door kledingdiefstal komt hij echter aan in geleende kleren, en daardoor zien de criminelen hem aan voor een zwakkeling en behandelen hem aardig maar ook kinderachtig. Luke kan dat goed gebruiken en speelt mee. Door allerlei listen weet hij het Pat Poker steeds lastiger te maken. Nadat die inziet dat die nieuwe sheriff toch niet zo dom is, probeert hij hem te verjagen. Luke vertrekt inderdaad, maar het is een afleidingsmanoeuvre.  Stiekem komt hij terug. Op een moment denkt Pat dat hij de ongewapende Luke de baas is, maar door snel handelen weet Luke het tij toch te keren. Een andere keer nodigt een opeens aardige Pat Luke uit om boven om geld te spelen. Luke gaat akkoord, en Pat wijst hem een stoel aan het raam. Want er zit een huurmoordenaar aan de overkant verstopt. Maar Luke zegt dat hij daar niet wil zitten, waardoor Pat daar wel moet gaan zitten. Pat is natuurlijk doodsbang, en krijgt het heel erg warm. Luke vraagt wat er aan de hand is, want Pat is door de zenuwen niet in staat om goed (vals) te spelen, en loopt helemaal rood aan. Luke wint dus een enorm bedrag. De schutter schiet uiteindelijk, en Pat duikt in doodsangst weg. Maar hij is niet geraakt. Want Luke had alles door en heeft het geweer gesaboteerd.   Luke deed dus de hele tijd alsof en heeft Pat flink laten zweten. Pat Poker blijft verslagen achter. Nadat hij later zijn eigen dood in scène heeft gezet, wat Luke ook doorheeft, vlucht hij de stad uit. Luke achtervolgt hem, maar bij een ravijn neemt hij aan dat Pat omgekomen is. Maar onkruid vergaat niet; hij hoort roepen, en uiteraard is Pat aan een tak blijven hangen. Luke haalt hem omhoog en toont het officiële arrestatiebevel, waarop Pat zich definitief over geeft.   In het voorlaatste plaatje zien we hem dan ook in de gevangenis tegen zichzelf spelen. Daar heeft hij dan 100 jaar de tijd voor. Zolang is zijn straf dus. 